# فابيو بونسي
فابيو بونسي (بالإيطالية: Fabio Bonci)‏ هو لاعب كرة قدم إيطالي في مركز الهجوم، ولد في 31 يناير 1949 في مودينا في إيطاليا. شارك مع منتخب إيطاليا تحت 21 سنة لكرة القدم. أما مع النوادي، فقد لعب مع أتالانتا ونادي بارما ونادي بيروجيا ونادي تشيزينا ونادي جنوى ونادي ريجيانا 1919 ونادي فاريسي ونادي مانتوفا ويوفنتوس.

## وصلات خارجية
- فابيو بونسي على موقع قاعدة بيانات كرة القدم.إي يو (الإنجليزية)
- فابيو بونسي على موقع عالم كرة القدم.نت (الإنجليزية)